# Crenilabium exilis
Crenilabium exilis är en snäckart som först beskrevs av John Gwyn Jeffreys 1870.  Crenilabium exilis ingår i släktet Crenilabium och familjen Acteonidae. Inga underarter finns listade i Catalogue of Life.